# Cyamemazin

Strukturformel

Cyamemazin är ett läkemedel av Theraplix introducerad 1972. Såldes under varunamnet Tercian. Denna substans var antagen för Fentiazin men betedde sig som de atypiska antipsykotiska.